# شاهین ثاقبی
شاهین ثاقبی (زادهٔ ۳ شهریور ۱۳۷۲ در اردبیل) بازیکن فوتبال اهل ایران است که در پست هافبک هجومی بازی می‌کند. 
وی سابقهٔ حضور در تیم‌های ملوان، نساجی، ماشین سازی ،سپاهان، تراکتور ، پیکان و شمس آذر قزوین را نیز دارد.

## دوران باشگاهی
وی سابقهٔ حضور در تیم‌های ملوان، نساجی، ماشین سازی ، سپاهان، تراکتور ، پیکان و شمس آذر را نیز دارد.

### شمس آذر قزوین
ثاقبی در تاریخ ۲۳ فروردین ۱۴۰۳ به باشگاه فوتبال شمس‌آذر قزوین پیوست.

## افتخارات

### باشگاهی

#### تراکتور
- لیگ برتر خلیج فارس
  - نایب‌قهرمان (۱): ۱۳۹۴–۱۳۹۳